# Kenneth Eriksson
Kenneth Eriksson (Äppelbo, 1956. május 13. –) svéd autóversenyző. 138 rali-világbajnoki futamon indult, hat győzelmet szerzett. Háromszor nyerte meg az ázsia–óceániai ralibajnokságot.

## Pályafutása
1980-ban kezdte világbajnoki karrierjét. Megfordult a Subaru, a Mitsubishi, a Hyundai és a Skoda gyári csapatában. 2002-es búcsújáig 6 győzelmet és 214 szakaszgyőzelmet szerzett.

### Rali-világbajnoki győzelmei
| # | Megnevezés                       | Év   | Navigátor         | Autó                    |
| - | -------------------------------- | ---- | ----------------- | ----------------------- |
| 1 | 19ème Rallye Côte d’Ivoire       | 1987 | Peter Diekmann    | Volkswagen Golf GTI 16V |
| 2 | 40th International Swedish Rally | 1991 | Staffan Parmander | Mitsubishi Galant VR-4  |
| 3 | 44th International Swedish Rally | 1995 | Staffan Parmander | Mitsubishi Lancer Evo 2 |
| 4 | 8th Telstra Rally Australia      | 1995 | Staffan Parmander | Mitsubishi Lancer Evo 3 |
| 5 | 46th International Swedish Rally | 1997 | Staffan Parmander | Subaru Impreza WRC      |
| 6 | 27th Smokefree Rally New Zealand | 1997 | Staffan Parmander | Subaru Impreza WRC      |

## Külső hivatkozások
- Profilja a rallybase.nl.nl honlapon